# 萬里蟹
萬里蟹（バンリガニ、万里蟹）は、台湾海産物のブランド。台湾新北市万里区地域で水揚げされた海ガニの総称で、その数は全台湾のカニ水揚げ量の8割以上を占めている。主な漁場は新北市富貴角沖の「西北漁場」。万里区の漁民たちは、台湾一のカニ産業を作り上げている。そのため、2012年8月に新北市政府が「萬里蟹」というブランドを立ち上げ、積極的に売り込もうとしている。
万里区の漁民たちは慣習で、蛍光グリーンのテトロンロープでカニを縛ることも萬里蟹の大きな特徴の一つとなっている。

## 種類
萬里蟹はシマイシガニ、ジャノメガザミ、トウヨウイシガニの3種類に分類できる。

## 産地
新北市のカニ産業は石門富基漁港から始まり、後に万里区の漁民たちがさらにカニ捕り技術と漁船の規模を発展させた。そのため、万里区は台湾のカニ産業の最も重要な拠点となっている。→万里区の四大漁港（野柳漁港、東澳漁港、亀吼漁港、万里漁港）は台湾最大の海ガニの集散地となっており、カニの年間水揚げ量は500トンと、全台湾の8割以上を占めている。萬里蟹の主産地は新北市富貴角沖にある東経120度40分以東、北緯26度以南の「西北漁場」海域。また、万里の漁夫たちは4月から5月までの間、台湾中部の台中市の沖と離島の澎湖県へカニを捕獲しにいくため、台中の梧棲港や澎湖の馬公港、高雄の興達港なども、重要な萬里蟹の水揚げ集散地である。

## 捕獲方法
カニの捕獲方法にはトロール網、巾着網、カニカゴの3つがあるが、万里区では主にカニカゴを使っている。漁民は釣り糸で編んだ入り口が3つの鉄製丸カゴの中にカツオやサンマの切り身一切れを設置し、海に投げ込む。カニがカゴの入ると抜けられなくなり、カゴを引き上げればカニを捕獲できる。
カニ漁船は普通の漁船と違い、カニカゴを収納するため、大きなスペースを空けなければならない。カニ漁船には5セット以上のカニカゴが用意されており、1セットは約360個のカニカゴから成る。カゴは一列に並べられ、前後それぞれ固定用の錨がある。カニの生息域に着くと、船員は船長の命令に従ってエサが設置されたカニカゴのセットを順に海に投げ込む。
カニカゴは海底に16～20時間置かれたあと、投揚錨装置で引き上げられる。漁夫は捕獲したカニを取り出し、カニたちが喧嘩で死なないようにテトロンロープで縛った上で、魚倉に入れる。その後カゴとエサを再度整え、エサの設置→カゴの設置→カゴの引き上げ→カニを縛るというプロセスを繰り返す。この一連の流れは十数時間もかかる。
また、2014年4月に行政院（内閣に相当）が発表した「沿近海漁船捕撈蟳蟹類漁獲管制措施」には、甲羅の横幅が6～8センチに満たさないカニについては、入港後12時間以内に海に返さなければならないと明記されている。違反した場合、最高15万台湾ドルの過料が科される。また毎年8月16日から11月15日までの間は、卵を抱く雌ガニの漁獲も禁止されている。2023年3月に、次のとおり改正規則が発表された：甲羅の横幅が7センチ（トウヨウイシガニ）や9センチ（シマイシガニ、ジャノメガザミ）に満たさないカニについては、入港後12時間以内に海に返さなければならない。また毎年の繁殖期間（8月1日から12月31日までの間）は卵を抱く雌ガニの漁獲も禁止されている。8月から12月まで、腹甲部と胸部の間に不自然なフィット感のあるカニの漁獲、所持、展示、販売が禁止された。

## 萬里蟹のブランドマーケティング
「萬里蟹のブランドマーケティング」は大変高く評価されており、新北市政府新聞局は2014年に「財団法人公共関係基金会」より政府広告優秀賞を受賞した。
2014年8月、新北市は「萬里蟹の不思議な旅人魚ストーリー館」という短期展覧会をプロデュースした。